# Гаєвський Іван
Гаєвський Іван (*кінець XVII ст. — † лютий 1736, Мишурин Ріг) — сотник Решетилівської сотні. Вихованець Києво-Могилянської академії.

## Біографія
Навчався у Києво-Могилянській академії за часів гетьмана Івана Мазепи, працював у Полтавській полковій канцелярії. Ще до призначення сотником бував у багатьох походах і битвах: 1709 — під Полтавою, 1711 — під Кам'яним Затоном, разом з іншими козаками будував Ладозький канал.
19 жовтня 1722 Гаєвського призначено сотником Решетилівської сотні Полтавського полку.
1724–1727 служив у Низовому корпусі та в Дербенті. 1731 «по тривожным ведомостям от стороны Крымской» сторожував переправи на ріках Оріль та Дніпро, 1733 пильнував прикордонну лінію над річкою Ташлик, а 1735 — над Білозіркою.
У лютому 1736 вбитий при Мишуриному Розі на Дніпрі у битві з татарами.